# Rock Palace
Rock Palace is een winkel gespecialiseerd in muziekinstrumenten in het centrum van Den Haag. In 1985 is Rock Palace geopend door drummer Cesar Zuiderwijk en bassist Rinus Gerritsen van de Haagse band Golden Earring. Zij wilden met de nieuwe winkel een ontmoetingsplek creëren voor muzikanten.
De winkel is in de loop der jaren uitgegroeid tot een cultureel muziekcentrum. Vele nationaal en internationaal bekende muzikanten, bands en artiesten komen er over de vloer. BLØF, Krezip, Edwin Evers, De Dijk, Najib Amhali, Candy Dulfer, Jon Bon Jovi en anderen hebben er gespeeld. Deze grote namen trekken op hun beurt weer jong lokaal talent aan. Hierdoor ontstaat een smeltkroes van jonge en oudere muzikanten, beginners en professionals. In de winkel hoor je bijna altijd livemuziek. Muzikanten discussiëren, spelen samen, overleggen en leren van elkaar. Veel muzikale samenwerkingsverbanden en nieuwe bandjes en muzikale projecten ontstaan in de winkel.
De carrières van Anouk en bands als Kane en DI-RECT zijn bij Rock Palace begonnen. DI-RECT is zelfs mede-opgericht door een medewerker van Rock Palace, Dennis van Hoorn. Zanger en gitarist Tim Akkerman werkte toentertijd op de gitaarafdeling en de andere drie bandleden kwamen ook regelmatig bij Rock Palace over de vloer. De jongens gingen samen spelen en er ontstond 'direct' een band. Hier is ook de bandnaam van afgeleid. 
Rock Palace is sinds 1994 onderdeel van KEYMUSIC.